# جلعد
جلعد (بالعبرية: גַּלְעֵד) هو كيبوتس يقع شمالي إسرائيل. وتحديدًا في مرتفعات منشة. تبلغ مساحته نحو 14,500 دونمًا. ويبلغ عدد سكانه نحو 485 نسمة حسب إحصائيات عام 2017. يتبع إداريًا لمجلس مجيدو الإقليمي. تأسس الكيبوتس في عام 1945 على يد مهاجرين يهود أعضاء في حركة هبونيم درور الألمانية على أراضي البطيمات، التي تشكلت في عام 1938.